# Cư Dung quan

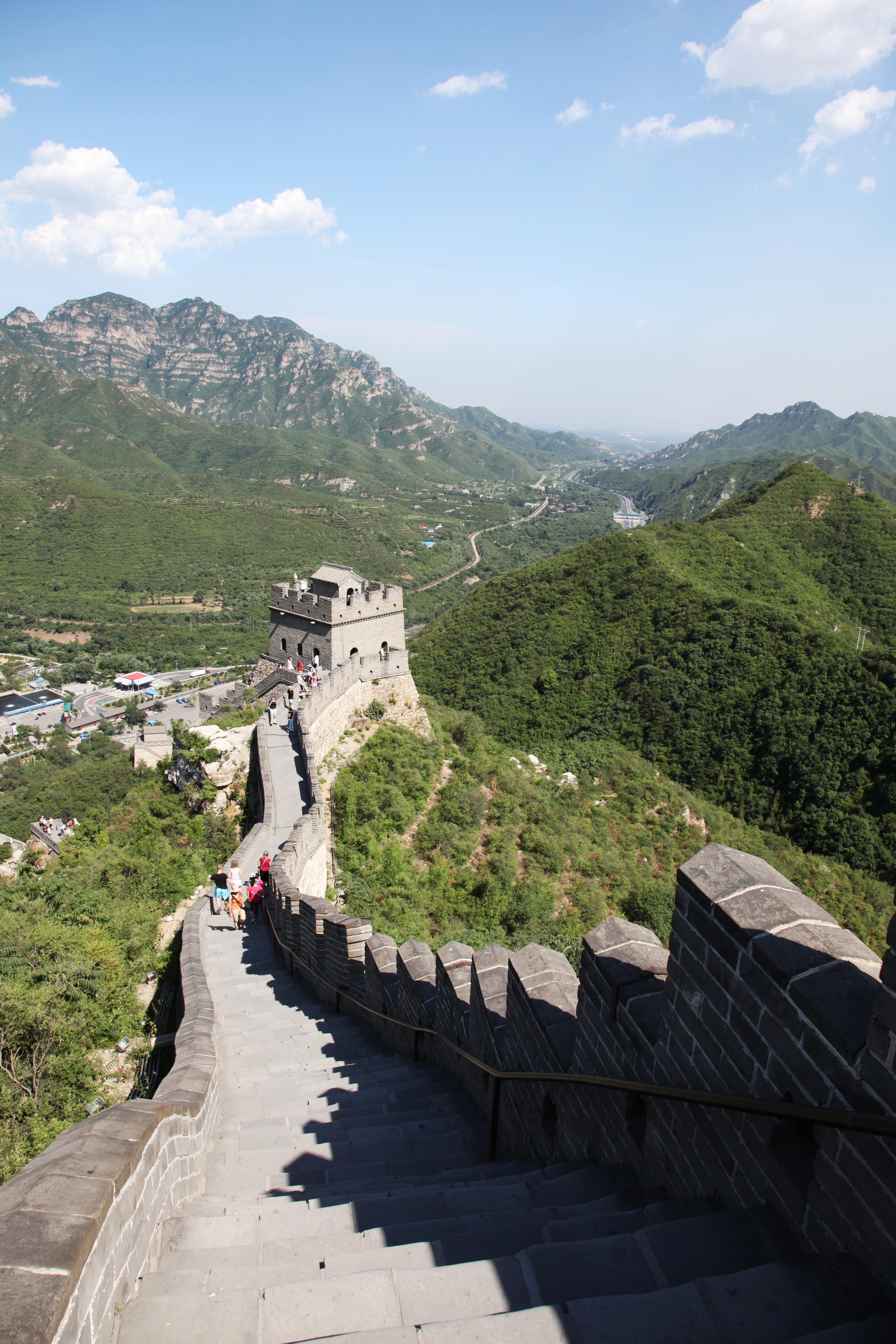
Trường Thành tại Cư Dung quan

Cư Dung quan (giản thể: 居庸关; phồn thể: 居庸關; bính âm: Jūyōng Guān) là một đèo nằm ở quận Xương Bình ở ngoại ô Bắc Kinh, cách 50 kilômét (31 mi) từ trung tâm thủ đô. Vạn Lý Trường Thành chạy qua đây, Vân Đài môn được xây từ năm 1342.
Cư Dung quan nằm trên thung lũng dài 18 kilômét (11 mi)Guangou. Đây là một trong ba cửa ải chính yếu của Vạn Lý Trường Thành. Hai cửa ải còn lại là Gia Dục quan và Sơn Hải quan. Cư Dung quan có hai 'tiểu quan,' một ở phía nam thung lũng và một ở phía bắc. Cửa ải phía nam gọi là "Nam quan" và cửa ải phía bắc là "Bát Đạt Lĩnh".
Cửa ải từng có nhiều tên gọi trong các triều đại Trung Quốc. Tuy nhiên, tên gọi "Cư Dung quan" được trên ba triều đại sử dụng. Đầu tiên là nhà Tần khi Hoàng đế Tần Thủy Hoàng ra lệnh xây Vạn Lý Trường Thành. Cư Dung quan được kết nối với Trường Thành vào thời kỳ Nam-Bắc triều.
Tuyến đường hiện tại được xây vào thời nhà Minh và được cải tạo nhiều lần sau đó. Đây là một nơi có vị trí chiến lược hết sức quan trọng nối giữa vùng nội địa và khu vực gần biên giới phía bắc Trung Quốc. Nó được sử dụng để phòng thủ cho thành cổ Bắc Kinh.